# Vincentius
Vincentius är ett namn som hade namnsdag i Sverige den 22 januari innan 1901.

## Personer med förnamnet
- Vincentius Bellovacensis (mellan 1184 och 1194–omkring 1264), fransk lärd, pedagog och dominikan
- Vincentius av Saragossa (död 304), spansk martyr
- Vincentius av Lerinum (död omkring 450), fransk munk
- Vincentius (död 1520), biskop av Skara